# Hannah (2017)
Hannah ist ein Filmdrama von Andrea Pallaoro aus dem Jahr 2017. Es entstand in italienisch-belgisch-französischer Koproduktion.

## Handlung
Hannah ist eine rüstige Frau. Man sieht sie beim Laientheaterkurs und anschließend schweigend daheim mit ihrem Ehemann. Beide haben sich nicht viel zu sagen, auch wenn es der letzte Abend zu zweit ist. Am nächsten Tag kommt Hannahs Mann ins Gefängnis, sie begleitet ihn und nimmt vor dem Abschied seinen Ehering und seine Uhr an sich. Zuhause hängt sie seine Sachen weg und kümmert sich um den gemeinsamen Hund, der sein Herrchen vermisst. Ihrer täglichen Routine geht Hannah gefasst und weitgehend schweigend nach: Sie putzt täglich bei Elaine und deren blindem Sohn Nicholas und geht zu ihrem Theaterkurs. Daheim wird ihre Einsamkeit immer wieder unterbrochen: Die Mutter von Simon steht vor ihrer Tür und will mit ihr „von Mutter zu Mutter“ sprechen. Es wird deutlich, dass ihr Kind Simon ein Opfer von Hannahs Mann und traumatisiert ist. Hannah öffnet die Tür nicht. An einem anderen Tag tropft es von der Decke, da die Nachbarn über ihr die Wanne haben überlaufen lassen. Auch die Besuche im Gefängnis bei ihrem Mann sind nun Teil des Alltags. Ihr Mann wurde von Mitinsassen verletzt, die nicht an seine Unschuld glauben. Er hofft, dass er in ein anderes Gefängnis verlegt wird.
Hannah kauft sich Lilien, die jeden Tag ein wenig mehr verwelken. Sie versucht, Kontakt zu ihrem Sohn Michael aufzubauen, um beim Geburtstag ihres Enkels Charlie dabei zu sein. Michael reagiert jedoch nicht auf ihre Anrufe. Als sie mit Geschenk und Torte bei Michael erscheint, schickt ihr Sohn sie weg. Sie sei unerwünscht. Ihr Hund vermisst sein Herrchen und weigert sich zu fressen. Vor Hannah zieht sich das Tier zurück. Im Schwimmbad wird ihr die Mitgliedschaft gekündigt.
Eines Tages erscheint ein Handwerker bei Hannah, der sich den Wasserfleck an der Decke anschauen will. Um den Fleck begutachten zu können, zieht er den Kleiderschrank von der Wand. Hannah findet an der Rückwand einen Umschlag mit Fotos, die sie entsetzt und verstört ansieht und kurz darauf im Müll entsorgt. Beim nächsten Besuch im Gefängnis belügt sie ihren Mann und berichtet von der schönen Geburtstagsfeier bei Charlie und Michael und dass Michael ihn wohl bald im Gefängnis besuchen werde. Ihr Mann verkündet, Michael nie verzeihen zu können, was er seinem Vater angetan habe. Es wird deutlich, dass Michael für die Inhaftierung des Vaters verantwortlich ist. Ihr Mann will wissen, wann Hannah ihn erneut besuchen kommen wird, doch sagt sie, dass sie dies nicht wisse. Sie habe den Umschlag mit den Fotos gefunden. Ihr Mann sieht sie wortlos an und geht.
Am nächsten Tag entschuldigt Hannah sich bei Elaine, da sie wegen Kopfschmerzen die Arbeit bei ihr früher beenden müsse. Sie geht zu Charlies Schule und schaut ihm vom Schultor aus stumm beim Fußballspiel zu. Am Strand beobachtet sie einen gestrandeten Wal, von dem die Behörden laut Zeitung nicht wissen, wie sie ihn entsorgen sollen. Zurück in ihrer Wohnung kommt eine Familie und adoptiert den Hund. Den Theaterkurs bricht Hannah unkonzentriert ab und geht zur U-Bahn, die sie allein betritt. Sie fährt los.

## Produktion
Hannah war nach Medeas (2013) der zweite Langfilm, bei dem Andrea Pallaoro Regie führte. Es ist zudem der erste Teil einer Trilogie, die sich um Frauenfiguren dreht. Pallaoros Wunschbesetzung für die Rolle der Hannah war schon bei der Arbeit am Skript Charlotte Rampling gewesen, die er als seine Muse bezeichnet. Der Film wurde in Rom, Brüssel und Knokke-Heist (Walszene) gedreht. Die Kostüme schuf Jackye Fauconnier, die Filmbauten stammen von Marianna Sciveres.
Hannah erlebte am 8. September 2017 auf den Internationalen Filmfestspielen von Venedig seine Premiere und lief anschließend unter anderem auf dem Toronto International Film Festival, dem Chicago International Film Festival und dem Internationalen Filmfestival von Stockholm. Am 18. Januar 2018 kam der Film in die deutschen Kinos und lief am 24. Januar 2018 auch in den französischen Kinos an.

## Auszeichnungen
Auf den Internationalen Filmfestspielen von Venedig gewann Charlotte Rampling für Hannah die Coppa Volpi als beste Darstellerin. Der Film lief zudem im Wettbewerb um den Goldenen Löwen als bester Spielfilm. Auf dem Chicago International Film Festival gewann der Film 2017 den Silver Hugo für die beste Kamera; zudem lief der Film im Wettbewerb um den Gold Hugo als bester Film. Hannah wurde 2019 für einen César in der Kategorie Bester ausländischer Film nominiert.